# Publius Mummius Sisenna Rutilianus
Publius Mummius Sisenna Rutilianus (en latin : Publius Mummius Sisenna Rutilianus) est un sénateur et consul romain qui a effectué une "brillante" carrière au IIe siècle. Il est surtout connu pour avoir été présenté par Lucien de Samosate comme un personnage crédule et superstitieux.

## Carrière
Rutilianus était sans doute le fils de Publius Mummius Sisenna, consul en 133. La famille était sans doute originaire d'Hispanie, et plus précisément de Bétique. Une inscription de la région de Séville, sans doute dans le territoire d'Osset Iulia Concordia, honorait sans doute Rutilianus,. La famille était sans doute originaire de cette cité,. Mummius Sisenna père était probablement âgé quand il fut consul compte-tenu du faible écart en le consulat du père et du fils. Pour Rutilianus, on a pu proposer une naissance vers 115 et une mort vers 185 ou une naissance vers 105 et une mort vers 175.
Deux inscriptions de Tibur permettent de connaître la carrière de Mummius Sisenna Rutilianus. Il commença sa carrière comme decemvir stlitibus iudicandis avant de servir comme tribun dans la légion V Macedonica, en Mésie inférieure, à Troesmis. Il est par la suite questeur, tribun de la plèbe puis préteur. Il est ensuite nommé à la tête de la légion VI Victrix en Bretagne à Eburacum,. Il est possible qu'il ait pu diriger sa légion durant le gouvernement de Bretagne de son père, vers 135-138, ce qui est assez rare. Par la suite, il est préfet du trésor de Saturne entre 141 et 143. 
Il est consul suffect en juin 146,. Son collègue est Titus Prifernius Paetus. Après son consulat, il devient augure, signe de son rang social très élevé. Il est alors préfet aux alimenta pour l' Aemilia puis gouverneur de Mésie supérieure dans les années 150. Il était en fonction dans la province en janvier 151 et y resta peut-être pour un gouvernement assez long. Une dédicace à Diane de Ratiaria montre qu'il était sans doute accompagné de ses enfants,. Il devient enfin proconsul de la province d'Asie au début des années 160, son proconsulat étant souvent daté en 160/161. Il était aussi patron de Tibur, curateur du temple d'Hercule Victor et salien dans cette cité. Il est mort septuagénaire à une date postérieure au 1er juin 172,date à laquelle il est honoré par les Herculanii Augustales à Tibur,.

## Le témoignage de Lucien
Lucien de Samosate décrit Rutilianus comme un personnage crédule et superstitieux tombant sous l'emprise d'Alexandre d'Abonuteichos, prophète autoproclamé du nouveau dieu Glykon. Selon Lucien Rutilianus est quelqu'un de bonne naissance et de qualité, et ayant fait ses preuves dans de nombreuses fonctions exercées. Cependant Lucien le décrit comme "malade" en ce qui concerne les dieux et les cultes. Selon Lucien, Rutilianus aurait même songé à laisser tomber la charge qu'il occupait lorsqu'il apprit l'existence du culte de Glycon et son imagination est ensuite excitée par le compte-rendu des messagers qu'il a envoyé auprès d'Alexandre.. Dès lors Rutilianus contribue à répandre le culte à Rome, notamment en raison de sa position à la cour. Rutilianus se lie tellement au nouveau culte qu'il finit par épouser, à plus de soixante ans, une fille qu'Alexandre prétendait avoir eu avec la Lune. Le mariage eut lieu à une date postérieure à l'été 161. Lucien indique que Rutilianus avait eu un fils d'un précédent mariage, fils cependant décédé peu après que son père ait découvert le culte de Glycon, alors qu'il était en âge de mener des études. 
Selon Lucien, Alexandre écrivait des lettres à Rutilianus, où il se présentait comme l'égal de Pythagore.. Lucien cite plusieurs des oracles que Glycon aurait rendu au sujet de Rutilianus. L'un sur son fil, où Lucien souligne la crédulité de Rutilianus, un autre à propos des vies antérieures que Rutilianus aurait déjà vécu : Rutilianus aurait été auparavant Achille et Ménandre. Le même oracle lui promettait une vie de 180 ans, mais Lucien précise que Rutilianus mourut à soixante-dix ans. Un troisième oracle concerne le mariage de Rutilianus, lui conseillant d'épouser la fille d'Alexandre, présentée comme la fille de la Lune. Lucien précise qu'alors Rutilianus se serait présenté comme "un habitant du ciel". Les mystères de Glycon auraient représenté la naissance de la femme de Rutilianus. 
C'est aussi grâce à Rutilianus, selon Lucien, qu'Alexandre envoya un oracle à Marc Aurèle ordonnant de sacrifier des lions au Danube au début de la guerre contre les Germains. Rutilianus aurait aussi consulté l'oracle à propos de Lucien, qui testait les réponses de l'oracle et exposait ses échecs.. Lucien laisse entendre qu'il avait tenté de révéler à Rutilianus la supercherie des oracles. Lucien semble avoir aussi cherché à convaincre Rutilianus de ne pas épouser la fille d'Alexandre. Cette rencontre entre Lucien et Rutilianus semble devoir se placer durant le proconsulat d'Asie de Rutilianus. Toujours selon Lucien, Rutilianus protégeait Alexandre, et cette protection amena le gouverneur Avitus à dissuader Lucien de porter plainte contre Alexandre.. Après la mort d'Alexandre, c'est Rutilianus qui  décida de l'organisation du culte de Glycon et décida qu'Alexandre en resterait le prophète à titre posthume, ne lui nommant donc pas de remplaçant.